# Claes-Göran Brandin
Claes-Göran Brandin, född 9 juni 1948 i Angereds församling i Älvsborgs län, är en svensk politiker (socialdemokrat), som var riksdagsledamot 1994–2010.
Brandin är byggnadssnickare.